# Brauerei Keesmann
La Brauerei Keesmann est une brasserie à Bamberg (Bavière).

## Histoire
La date officielle de fondation est 1867. À 51 ans, le boucher Georg Keesmann réussit son examen de maîtrise en tant que brasseur et agrandit ainsi son entreprise de boucherie avec le restaurant associé pour inclure sa propre brasserie. Elle appartient depuis sa fondation à la famille Keesmann.
La brasserie du quartier de Wunderburg en face de l'église Sainte-Marie-Auxiliatrice. L'auberge-brasserie date du début du XIXe siècle et se caractérise par un toit à pignon à trois étages avec une façade cubique en grès et une maison naine. C'est l'un des monuments architecturaux de Bamberg.

## Production
En plus de la Herren-Pils, qui représente 92% de la production, on brasse une Helles, une bière blanche, une lager (Sternla), la Josephi-Bock (pendant le Carême) et une autre bock (d'octobre à décembre).